# Kaada/Patton

## Storia della collaborazione
Questa collaborazione così singolare nasce quando Mike Patton, durante un suo viaggio in Europa, si imbatte nella musica di un giovane compositore norvegese: John Erik Kaada. Subito nel 2003 la Ipecac Recordings, casa discografica della quale Patton è cofondatore, produce l'album di debutto di Kaada: Thank You for Giving Me Your Valuable Time.
La musica scaturita da questo incontro è caratterizzata dall'unione tra la sensualità e l'oscuro, dando vita nel 2004 all'album Romances, sempre edito da Ipecac. Nonostante stilisticamente i due artisti siano molto diversi, il punto d'incontro è sbocciato nell'amore che si può riscontrare da parte di entrambi per la musica da film: in patria Kaada è un affermato (e premiato) compositore di colonne sonore, mentre tra i lavori di Patton si possono riscontrare diversi omaggi al cinema, primo fra tutti l'album realizzato con i Fantômas, The Director's Cut.

## Formazione
- Kaada – Tastiera, voce, produzione artistica, composizione.[1]
- Mike Patton – Effettistica, percussioni, voce, composizione.

### Musicisti che hanno collaborato
- Erland Dahlen – Percussioni, xilofono, voce. (Sia in studio che in concerto)
- Børge Fjordheim – Percussioni, voce. (Sia in studio che in concerto)
- Gjertrude Pedersen – Clarinetto basso. (Studio)
- Øyvind Storesund - Basso, contrabbasso, fischio. (Sia in studio che in concerto)
- Geir Sundstøl – Chitarra, lap steel, voce. (Sia in studio che in concerto)
- Hallvard Wennersberg Hagen – Effettistica. (In concerto)

## Discografia/Videografia

### Album studio
- 2004 - Romances[1]

### DVD
- 2007 – Live